# 广东万里碧道
广东万里碧道是中華人民共和國廣東省人民政府提出的一個生態廊道建設計劃。具體內容包括水资源保障、水安全提升、水环境改善、水生态保护与修复、景观与游憩系统等五個建设任务和共建生态活力滨水经济带一项提升任务（“5+1”重点任务）。該計劃於2018年6月8日至9日召開的中共广东省委十二届四次全会上提出。2020年8月，《广东万里碧道总体规划（2020—2035年）》獲得通過，根據該規劃，廣東省計劃到2022年廣東省建成5200公里碧道（生態廊道），珠三角地区建成骨干碧道网络。
预计到2025年，廣東省将建成7800公里碧道。

## 背景
2016年11月，中共中央決定全面推行河长制。2018年10月，习近平视察广东省时要求當地要抓好生态文明建设。中共廣東省委、廣東省人民政府於是決定推進万里碧道建設。2024年1月7日，广东省印发《广东省河长办关于启动绿美碧带建设工作的通知》，标志着全省建設碧带工程启动。

## 概括
碧道（ECOLOGICAL BELT）是以水为纽带，以江河湖库及河口岸边带为载体，统筹生态、安全、文化、景观和休闲功能建立的复合型廊道。
碧带是在万里碧道规划建设的基础上，升级打造集安澜健康水带、绿美景观林带、绿色交通带、文化休闲带、滨水经济带于一体的多功能水陆生态廊道。
碧道按河段周边环境分为都市型、城镇型、乡野型和自然生态型四种类型。

## 廣州
2021年6月，《广州市碧道总体规划和实施》项目獲得2021年WLA世界景观建筑大奖的“建成类-城市空间”奖（Honourable Mention）。
截至2021年6月底，廣州市已建成碧道609公里。其中增城区境内有长约6.5公路的增江碧道。

## 深圳
深圳市於2019年提出《深圳市碧道建设总体规划》。

## 江门
江門市於2020年提出《江门市碧道建设工作方案（2020-2021年）》。該計劃提到至2021年，需完成碧道建設360公里。
預計到2035年，江门市將要建成1000公里碧道。
| 碧道名稱     | 位置           | 類型       | 状态     | 規劃里程(千米) | 建成里程(千米) | 截至時間   |
| ------------ | -------------- | ---------- | -------- | -------------- | -------------- | ---------- |
| 天沙河碧道   | 蓬江區         | 城镇型     | 建成     | 10km           | 9.8km          | 2021年9月  |
| 小鳥天堂碧道 | 新會區         | 自然生態型 | 建成     | 13.12km        | 18.8km         | 2023年12月 |
| 沙仔島碧道   | 大廣海灣經濟區 | 城鎮型     | 部分建成 | 12km           | 10km           | 2021年9月  |
| 大隆洞河碧道 | 大廣海灣經濟區 | 乡野型     | 部分建成 | 13km           | 7.6km          | 2022年2月  |
| 水口碧道     | 开平           | 乡野型     | 建成     | 12km           | 12.8km         | 2021年11月 |

## 肇慶
中共肇慶市委、肇慶市人民政府于2020年批复实施《肇庆市碧道建设总体规划（2020-2035年）》。該規劃提到至2022年，需完成碧道建设375.2公里。
截至2020年，肇庆市已完成建设碧道90.7公里。
预计到2035年，肇庆市将要规划建成1116.7公里碧道。

## 汕头
汕头市水务局组织编制的《汕头市碧道建设总体规划（2019-2035）（征求意见稿）》中提出了汕头市全域规划碧道包括河流58条、海岸线9段，共计67条(段)碧道，总长度829.2公里；韩江、榕江、练江为主要规划水系。
截至2020年12月，汕头市已完成建设32.7公里。
预计到2030年，汕头市将要建成539公里碧道，到2035年，将要建成829.2公里碧道。
| 碧道名称   | 位置   | 类型   | 状态     | 规划里程(公里) | 建成里程(公里) | 截至时间   |
| ---------- | ------ | ------ | -------- | -------------- | -------------- | ---------- |
| 新津河碧道 | 龙湖区 | 城镇型 | 部分建成 | 17.1km         | 15.5km         | 2020年12月 |
| 大溪碧道   | 潮南区 | 城镇型 | 部分建成 | 6.8km          | 2.6km          | 2021年8月  |